# Chalonge (cráter)

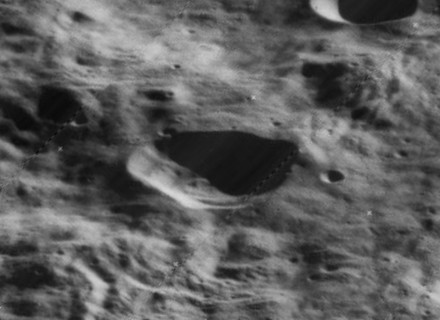
Imagen oblicua desde el Lunar Orbiter 5, vista oeste

Chalonge es un cráter de impacto que se encuentra en la cara oculta de la Luna, al suroeste del cráter de mayor tamaño  Lewis, y en la falda exterior de material expulsado que rodea la cuenca de impacto del Mare Orientale. Al sureste aparecen los Montes Cordillera, un anillo de montañas que rodean la formación del Mare Orientale.
|  |

Se trata de un cráter circular con un borde afilado, cuyo exterior no está erosionado sensiblemente. Las paredes interiores se inclinan directamente hacia un anillo de material derruido que rodea el suelo interior. Chalonge fue designado previamente como Lewis R antes de ser renombrado por la UAI.